# موسيقى جوجل بلاي
جوجل بلاي موسيقى (بالإنجليزية: Google Play Music)‏ هي خدمة بث حي للموسيقى على الأنترنت من طرف شركة جوجل.
يمكن استخدام التطبيق الخاص بالهواتف الذكية والحواسيب اللوحية بالاستماع للموسيقى الموجودة على الجهاز الخاص بالمستخدم كما يسمح لمستخدميه بصفة مجانية رفع والاستماع إلى أكثر من 50,000 مقطع موسيقي من خلال تسجيلاتهم ومقاطعهم الخاصة والمفضلة. كما يسمح الاشتراك المالي في التطبيق من الاستفادة من جميع المقاطع الموسيقية المرفوعة على يوتيوب ريد بدون قيود. كما يمكن لمستعملي التطبيق على الهواتف المحمولة من تحميل المقاطع للاستماع إليها في وضع غير المتصل.
انطلقت الخدمة في 10 مايو 2011، ثم تحولت إلى إصدار بيتا بعد ذلك بستة أشهر. أتيحت للعموم في 16 نوفمبر من نفس السنة.

## الخصائص

### الحساب المجاني
يسمح التطبيق لمستعمليه بشكل مجاني الاستفادة من رفع والاستماع إلى أكثر من 50,000 مقطع موسيقي، من خلال مجموعتهم المفضلة من المقاطع الموسيقية بشكل مباشر على مشغل الموسيقى أو على تطبيق الهاتف المحمول. المقاطع المجانية المرفوعة على حساب جوجل بلاي محدودة في 50,000 مقطع فقط، كما يمكن تحميلها على شكل محتوى قابل للتحميل للاستماع إليها في وضع غير متصل. بالنسبة لمستعملي التطبيق من الولايات المتحدة وكندا يمكنهم الاستفادة من خدمة إضافية متمثلة في الاستماع لمحطات الراديو. مع امتياز إضافي متمثل في إمكانية الاستعماع لستة مقاطع خلال ساعة واحدة عند استخدام وضع الراديو.

### الحساب المدفوع
الحساب المدفوع في خدمة جوجل بلاي ميوزيك يمكن المستخدم من الولوج إلى أزيد من 35 مليون مقطع موسيقي، بدون أي إعلانات تجارية خلال الاستماع للمقاطع، كما يمكن الاستفادة من عدد لانهائي من التجاوز والانتقال للمقطع المقبل، والاستفادة من جميع تلك المقاطع في الوضع غير المتصل. يقدم جوجل 30 يوم مجانية للمستعملين الجدد لتجربة التطبيق بشكل مدفوع.

### المنصات
من خلال الحاسوب، يمكن الاستفادة من الخدمة عبر متصفح الويب من خلال الموقع الرسمي لجوجل بلاي على الأنترنت.
بخصوص الهواتف الذكية والألواح، يمكن الاستفادة من تطبيق مجاني متوفر لنظامي أندرويد وآي أو إس، عدد مرات الاستماع محدود في حالات الاستماع المشترك بين جهازين أو أكثر.
يمكن تحميل المقاطع الموسيقية للاستماع إلى في وضع غير متصل مباشرة من التطبيق.

### الصيغ المدعومة
المقاطع المرفوعة على الموقع يمكن أن تصل إلى 300 ميغابايت، حسب الصيغ التالية: إم بي 3، إي إي سي، ويندوز ميديا أوديو، فلاك، أوغ، أبل لوسلس.

## مناطق الخدمة

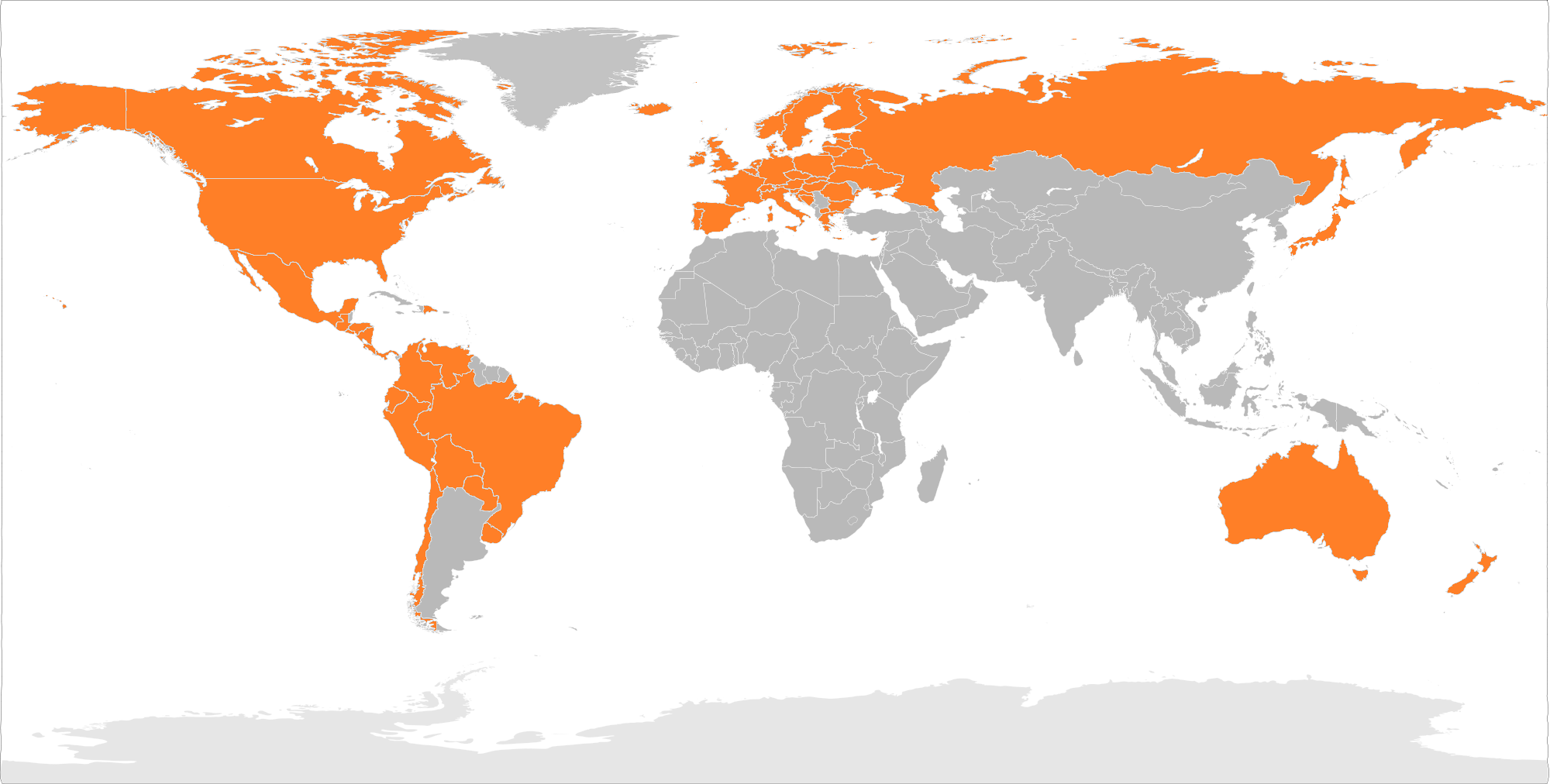
الدول الـ 64 المستفيدة من الخدمة.

الخدمة متوفرة في 64 دولة حول العالم، وهي:
- الأرجنتين
- النمسا
- أستراليا
- بيلاروس
- بلجيكا
- بوليفيا
- البوسنة والهرسك
- البرازيل[19]
- بلغاريا
- كندا[20]
- تشيلي
- كولومبيا
- كوستاريكا
- كرواتيا
- قبرص
- جمهورية التشيك
- الدنمارك[21]
- جمهورية الدومينيكان
- الإكوادور[22]
- السلفادور
- إستونيا
- فنلندا
- إيطاليا
- اليابان[23]
- لاتفيا
- ليختنشتاين
- ليتوانيا
- لوكسمبورغ
- المكسيك[24]
- مقدونيا
- باراغواي
- بنما
- فرنسا
- ألمانيا[25]
- اليونان[26]
- غواتيمالا
- هندوراس
- النرويج[26]
- المجر
- آيسلندا
- بيرو
- بولندا[21]
- البرتغال
- رومانيا
- روسيا
- صربيا[27]
- سلوفاكيا[26]
- سلوفينيا
- جنوب إفريقيا[27]
- إسبانيا
- السويد[26]
- سويسرا
- أوكرانيا
- المملكة المتحدة
- الولايات المتحدة
- الأوروغواي
- الهند[28]
- فنزويلا[22]
- تونس

أما الحساب المدفوع فهو متوفر فقط في الولايات المتحدة وكندا.

## آراء حول الخدمة
في 2013، قامت إنترتينمنت ويكلي بمقارنة بين عدة تطبيقات موسيقية بالإضافة إلى جوجل بلاي ميوزيك، فكان آراء المستعملين بالاجماع إيجابيا متفوقا على عدة تطبيقات منافسة.

## وصلات خارجية
- الموقع الرسمي